# Левитан, Юрий Борисович
Ю́рий Бори́сович Левита́н (имя при рождении — Юдка Беркович Левита́н; 19 сентября (2 октября) 1914, Владимир, Российская империя — 4 августа 1983, Бессоновка, Белгородская область, СССР) — диктор Всесоюзного радио (с 1931 года) Государственного комитета СМ СССР по телевидению и радиовещанию. Народный артист СССР (1980).
Левитан входил в число деятелей культуры СССР, пользовавшихся покровительством Иосифа Сталина — только ему Сталин доверял зачитывать по радио свои указы и приказы.

## Биография

### Детство и юношеские годы
Юдка (Юрий) Левитан родился 19 сентября (2 октября) 1914 года во Владимире, в семье портного. Его родителями были Берка Шмульевич (Шмуйлович) и Мария Юльевна (Юдковна) Левитан, кроме сына через семь лет у них родилась дочь Ирма (Ирина). В царское время Берка Левитан был членом правления еврейского молитвенного дома и хозяйственного совета Владимирской синагоги. Во владимирской прессе печатались рекламные сообщения следующего содержания: «Военный и гражданский портной Борис Левитан принимает заказы на пошив форменной одежды для полицейских, пожарных, чиновников». Как рассказывала дочь Юрия Левитана, Наталья: «Мой дед был преуспевающим портным, до революции получал много заказов от военных — шил мундиры господам офицерам». Жили на Муромской улице.
В детстве Юрия Левитана прозвали Трубой — за зычный голос.

### Начало труда
В 17-летнем возрасте приехал из Владимира в Москву, где попробовал поступить в кинотехникум, однако членов приёмной комиссии лишь рассмешил его окающий владимирский говор. Обходя вместе с другом столбы с объявлениями, однажды они наткнулись на объявление о наборе дикторов во Всесоюзный комитет по радиовещанию при НКПТ СССР. Однако сначала взяли его лишь дежурным, практически уборщиком помещений с функциями разносчика чая и бумаг. Его глубокий бас был быстро замечен и практически в первый же день ему предложили зачитать пробный текст на микрофон, но стажёром он стал лишь через пару месяцев, в январе 1932 года. Теперь Левитан начинает работу над исправлением своего произношения, заранее в сценарии размечая неправильно произносимые слова согласно их звуковой транскрипции, дабы не путаться.
В январе 1934 года его услышал Сталин, который ночью готовил доклад к XVII съезду ВКП(б). По радио в это время велась «техническая трансляция», в ходе которой диктовался текст передовицы нового номера газеты «Правда» для утренних статей региональных советских изданий. Поставленный голос понравился Сталину, и он позвонил председателю Радиокомитета и дал ему указание, чтобы доклад на съезде по радио озвучил именно Левитан.
С этого момента Левитан занимается ещё более тщательно, по десять часов в день, осваивает культуру речи под руководством звёзд МХАТа Нины Литовцевой и Василия Качалова. Чтобы выработать чёткое произношение, он часто читал свои тексты, стоя вниз головой на руках, а наиболее сложно поддающиеся слова тренировал на ночных побудках.
Позже он стал любимым сталинским диктором (он же впоследствии известил страну и мир о его смерти), хотя первая их встреча состоялась перед выступлением Сталина по радио 3 июля 1941 года. Перед встречей со Сталиным Левитана инструктировали Берия и Власик: «На все вопросы товарища Сталина отвечать „да“ или „нет“, ни о чём не спрашивать!». Сталин, увидев Левитана, сказал: «Так вот вы какой? Таким я вас и представлял».
Первые несколько лет работы на радио у Левитана не было своего жилья в Москве, он устроился жить в каморке при музыкальной комнате Радиокомитета. Одевался он скромненько, в спортивные тапочки и полосатую майку. После того как он стал фаворитом Сталина, ему предоставили 30-метровую комнату в коммунальной квартире неподалёку от Кремля, куда в 1935 году к нему перебрались его мать и младшая сестра Ирма. В 1938 году он привёл сюда свою будущую жену Раису. В конце войны Левитану выделили отдельную квартиру на улице Горького, дом 8.

### В годы Второй Мировой войны
В 1939—1941 гг., до того как Германия напала на Советский Союз и до того как Вторая мировая война стала Великой Отечественной, Левитан вместе с советскими новостными сводками регулярно зачитывал победные сводки геббельсовского информационного агентства об успехах Вермахта в Западной Европе и Северной Африке. Даже 22 июня 1941 года, в день немецкого вторжения, в 12:00, то есть за 15 минут до выступления Молотова с сообщением о начале войны, Левитан зачитывал новость германского информационного агентства об успехах Эрвина Роммеля в Северной Африке.
После победной реляции об успехах Роммеля в Северной Африке Левитан сообщил о выполнении производственного плана шахтёрами Донбасса, после чего выступил председатель советского правительства Молотов, который зачитал отредактированную Сталиным речь о нападении Германии на СССР. Через 45 минут после этого в эфир вышел первый военный выпуск «Последних известий», в котором из уст Левитана прозвучали призывы: «Ответим на удар врага сокрушительным ударом!», «Удесятерим трудовые усилия для помощи Красной Армии», «Сметём с лица земли фашистских поджигателей войны!», что очень резко контрастировало с переданным в эфир менее часа назад.
«Радиоприёмники, как известно, в то время были изъяты из личного пользования, и поэтому сам факт установки радиоприёмника был необычным, а коллективное прослушивание передачи предвещало какое-то очень важное известие.
Установив приёмник на стол посреди сцены клуба, я вывел конец антенного провода на улицу и разыскал в перегруженном эфире Москву.
Командиры и политработники быстро заполнили зрительный зал. Собравшиеся взволнованно переговаривались, нетерпеливо посматривая на сцену. Все разговоры сразу же прекратились, когда услышали знакомый голос Левитана:
— „Внимание, внимание! Работают все радиостанции Советского Союза!“ Зал замер в благоговейной тишине. Транслировалось торжественное заседание Московского Совета депутатов трудящихся совместно с партийными и общественными организациями города Москвы, посвящённое 24-й годовщине Великой Октябрьской социалистической революции».
В годы Великой Отечественной войны (1941—1945) читал сводки Совинформбюро и приказы Верховного Главнокомандующего И. Сталина.
С началом войны вышло постановление «О сдаче населением радиоприёмных и радиопередающих устройств». Таким образом, для большинства населения услышать «голос Левитана» по радио можно было из общественного репродуктора, радиоточки проводного вещания, либо же иметь неучтённый или самодельный радиоприёмник, либо трофейный приёмник, захваченный у немцев и настроенный на советскую волну.
В сборнике воспоминаний о Левитане «Юрий Левитан: 50 лет у микрофона», генерал П. И. Батов и ряд других ветеранов, описывают то, как вместе с сослуживцами и командованием, будучи на фронте, слушали выступления Левитана на трофейные радиоприёмники, не описывая при этом, зачем командующему армией понадобилось слушать трофейный приёмник и умалчивая о том, что все советские приёмники были изъяты в первую же неделю войны.
Свидетельства о том, как слушали выступления Левитана на трофейный приёмник за отсутствием своего советского, оставили такие военачальники, как А. Г. Кравченко, И. И. Громов, Б. Момыш-Улы. В сложившейся ситуации, как отмечает О. В. Тихонова, проявилась некая противоречивость предпринятых мер. Так, областные комитеты ВКП(б) в своих обращениях в отдел пропаганды ЦК ВКП(б) отмечали следующее: «Опыт первых месяцев войны показал, что радиоузлы и радиотрансляционные сети являются единственным средством срочной информации о политических, хозяйственных мероприятиях и подготовки населения к противовоздушной обороне. Учитывая, что радиоприёмники единоличного пользования запрещены Правительством, а радиоузлов и приёмников коллективного слушания в районах незначительное количество, большинство населения в районе лишено возможности получать вести с фронта».
«Как и многие мальчишки, втайне надеялся услышать по радио волновавшие всех долгожданные вести с фронта. Для этого своими руками сделал детекторный приёмник (в годы войны все приёмные устройства были изъяты у населения). В огороде между домом и баней поставил два шеста, соорудил грандиозную антенну и вдруг услышал голос Левитана: «Сегодня на фронтах страны…». Голос звучал настолько громко, что юный радиомеханик снял наушники и слушал последние известия на расстоянии. Грудь распирало от гордости. Ещё бы!»
«Передача 3.10.2014, посвящённая 100-летию со дня рождения Ю. Б. Левитана. Воспоминание одного из участников. Левитан зачитывает приказ Сталина и произносит салютовАть. Ему позвонили из института русского языка и сказали, что надо говорить салЮтовать.
Действительно, согласно Словарю Ушакова (т. II, 1938) ударение ставилось на букву Ю. Однако, уже в словаре Даля (второе изд. т. IV, 1935), не говоря о современных словарях, слово произносится салютовАть.

Казалось, в голосе Левитана была тысяча оттенков. Я до сих пор помню, с каким торжеством говорил он о нашей четверке, о нашем дрейфе на станции «Северный полюс»! А ведь это было в 1937—1938 годах. Целая вечность! Но ещё раньше мы с трепетом вслушивались в левитановский голос на далекой полярной станции на Земле Франца-Иосифа и в бухте Тихой. В годы Великой Отечественной войны голос Юрия Левитана звучал порой приглушенно и скорбно, но все равно твердо — он вселял надежду, что победа непременно придет. И каким ликующим был этот голос, сообщивший миру о первом салюте в честь нашей победы под Белгородом и Орлом! Левитан словно предвидел уже в те дни нашу окончательную победу над фашистской Германией. Вообще он умел, как никакой другой диктор, выразить и общую печаль народа и его общую радость.— Георгий Береговой, лётчик-космонавт, дважды Герой Советского Союза
Осенью 1941 года Левитан был эвакуирован в Свердловск (ныне Екатеринбург) вместе с диктором О. С. Высоцкой. Уральская студия была размещена в подвальном помещении особняка в центре города. Сам диктор жил в бараке поблизости на условиях полной секретности. Информация для радиовыпусков поступала по телефону, сигнал ретранслировался радиостанциями по всей стране, что не позволяло запеленговать головной радиоузел. Помимо собственно работы в эфире также озвучивал документальные фильмы, которые монтировались на этой же студии.

В сорок втором году — тяжелое это было время на фронтах — Центральный Комитет принял решение об усилении агитации, о том, чтобы партийное, большевистское слово доходило до сердца солдата. На фронте нужны были пламенные агитаторы и пропагандисты. К таким пламенным агитаторам и пропагандистам, слова которых доходят до сердца, до сознания, относится и Юрий Борисович Левитан. Мне в годы Великой Отечественной войны довелось пройти по многим фронтовым дорогам в качестве начальника политотдела сначала Первой ударной армии, а затем — Третьей ударной от Москвы до Берлина. До рейхстага. До полной победы. Я говорю сейчас о своем пути, но это путь многих наших солдат. И его вместе с нами прошел Юрий Борисович Левитан. И теперь, уже после войны, Левитан считал делом чести принять участие во встречах ветеранов Первой и Третьей ударных армий. Я помню, в ЦДРИ была встреча ветеранов с работниками искусств, Левитана попросили выступить, и я представил его как ветерана наших армий и вручил ему памятный знак этих армий. Поднялась буря аплодисментов.— генерал-лейтенант Фёдор Яковлевич Лисицын
Наконец, 14 марта 1945 года вышло постановление СНК СССР, по которому изъятые в июне 1941 года радиоприёмники могли быть возвращены прежним владельцам (что, однако, выполнялось далеко не повсеместно). Население вновь прильнуло к радиоприёмникам.
Именно Ю. Левитану, благодаря уникальному тембру голоса, было доверено объявлять о взятии Берлина и о Победе.

### Послевоенная деятельность
После войны читал правительственные заявления, вёл репортажи с Красной площади, из Кремлёвского дворца съездов, участвовал в озвучивании фильмов. Именно он возвестил о смерти И. Сталина.
12 апреля 1961 года диктор Ю. Б. Левитан передал по радио сообщение ТАСС о полёте на космическом корабле «Восток» Юрия Гагарина.
В 1965—1983 годах читал текст в телепередаче «Минута молчания». На Всесоюзном радио вёл передачу «Говорят и пишут ветераны».

Голос Левитана по радио — это вся наша история. Во время войны вставали и ложились спать под звуки радио. Все радости и печали шли через него. Это знают не только люди старшего поколения, но и молодые.— Мария Ивановна Виноградова, Герой Социалистического труда, основательница виноградовского движения
Озвучивал звуковую часть мемориала Мамаев курган в Волгограде в творческом союзе с архитектором Е. В. Вучетичем и режиссёром В. К. Магатаевым. Творческая группа была сформирована при участии Вс. П. Ершова.
Участвовал в записях некоторых сводок Сталинградского направления во время съёмок семисерийного хроникально-документального фильма «Страницы Сталинградской битвы». На 1985 год эти записи хранились как «золотой фонд» в Комитете по телевидению и радиовещанию в Волгограде.
Член ВКП(б) с 1941 года.
В Москве с 1945 по 1969 год жил на улице Горького, д. 8; c 1969 по 1972 — в Воротниковском переулке, д. 2/11; с 1972 по 1983 год — на улице Медведева, д. 12/6.
Н. Богословский говорил Ю. Левитану: «Юра, когда ты умрёшь, патологоанатом вырежет у тебя горло — и его отправят в Институт мозга».
Юрий Левитан скончался 4 августа 1983 года, на 69-м году жизни,  в Бессоновке Белгородской области во время встречи с ветеранами Курской битвы. Похоронен в Москве, на Новодевичьем кладбище (10-й участок). Памятник работы скульптора И. Фарфеля и архитектора В. Емельянова.

## Личная жизнь
Единственная жена — Раиса (1938—1949), ушла от него к офицеру военной академии. Жил в Москве в одной квартире вместе с дочерью Натальей и тёщей. Дочь Наталья Сударикова (1940—2006) была убита в 2006 году собственным сыном Борисом (1970—2013) в своей квартире в Москве. Бориса признали невменяемым, поставив диагноз шизофрении, и направили на принудительное лечение. После 6 лет лечения в специализированной клинике его выписали. 19 апреля 2013 года тело Бориса было найдено в Серебряном Бору. У Юрия Левитана остался единственный правнук — Артур Борисович Левитан (Судариков), программист, дизайнер, телеведущий.

## Награды и звания
- Народный артист СССР (1980)
- Орден Октябрьской Революции (1974)
- Народный артист РСФСР (1973)
- Орден «Знак Почёта» (1964)
- Заслуженный артист РСФСР (1959)
- Орден Трудового Красного Знамени (30 апреля 1944) — за многолетнюю успешную работу в центральном радиовещании
- Медаль «За доблестный труд. В ознаменование 100-летия со дня рождения Владимира Ильича Ленина»
- Медаль «За оборону Москвы»
- Медаль «За победу над Германией в Великой Отечественной войне 1941—1945 гг.»
- Медаль «За доблестный труд в Великой Отечественной войне 1941—1945 гг.»
- Медаль «Двадцать лет Победы в Великой Отечественной войне 1941—1945 гг.»
- Медаль «Тридцать лет Победы в Великой Отечественной войне 1941—1945 гг.»
- Медаль «В память 800-летия Москвы»
- Медаль «Ветеран труда»
- Медаль «50 лет Вооружённых Сил СССР»
- Медаль «60 лет Вооружённых Сил СССР»

## Фильмография

### Озвучивание
- 1941 — Боевой киносборник №5 (новелла Наша Москва) — читает текст
- 1947 — Белое Золото (хлопок) (анимационный) — читает текст
- 1949 — Сталинградская битва — читает текст
- 1957 — Дом, в котором я живу — голос диктора
- 1957 — Летят журавли — голос диктора
- 1967 — Пароль не нужен — голос за кадром
- 1976 — Солдаты свободы — читает текст
- 1977 — Вторая попытка Виктора Крохина — голос диктора радио
- 1979 — Пани Мария — читает по радио «Акт о безоговорочной капитуляции Германии»
- 1979 — По данным уголовного розыска… — голос диктора
- 1979 — Поэма о крыльях — голос диктора Совинформбюро
- 1982 — Если враг не сдаётся… — текст от автора
- 1984 — Волоколамское шоссе (фильм-спектакль) — голос диктора

### Участие в фильмах
- 1964 — Братья Васильевы (документальный)

### Архивные кадры
- 2005 — Голос за кадром… (программа «Документальная камера» на телеканале «Культура») (документальный)
- 2008 — Говорит Свердловск (документальный)

## Память
- Чтение Юрия Левитана стало неотъемлемой частью советской жизни и оказывало на слушателей сильное эмоциональное воздействие. Почти 50 лет он читал важнейшие политические документы, вёл репортажи с Красной площади, из Кремлёвского дворца съездов, участвовал в озвучивании художественных фильмов и т. д.
- В 2009 году телекомпанией «Цивилизация НЭО» снят документальный фильм из цикла «Гении и Злодеи», посвящённый Юрию Левитану[44].
- В 1985 году, в канун 40-летия Победы, во Владимире в его честь была названа улица. На доме № 2 по улице Диктора Левитана в мае 2000 года установлена мемориальная доска.
- В преддверии празднования 70-летия Победы в Великой Отечественной войне, в День радио, 7 мая 2015 года, в сквере на углу улицы Диктора Левитана и проспекта Ленина во Владимире открыт памятник Юрию Левитану работы скульптора И. Черноглазова и архитектора Е. Усенко[45].
- В 1999 году был установлен памятный знак Юрию Левитану в Волгограде на стене Главпочтамта (здание построено, к слову, в 1950-е годы по проекту известного архитектора Ефима Левитана) на улице Мира, 9. Бюст диктора, выполненный в технике чеканки, создал волгоградский скульптор Ю. Ф. Юшин. Памятный знак — дар городу; на размещённой ниже табличке надпись гласит: «Городу-Герою Волгограду. Черномырдин В. С. Зыкина Л. Г. 21.08.99»[46].
- Во Владимире, Алма-Ате, Уфе, Днепропетровске, Одессе, Орске и Твери есть улицы, названные в честь диктора.
- Самолёт А321 VP-BAZ компании «Аэрофлот — Российские авиалинии» носит имя Юрия Левитана[47].

- Памятник
на Новодевичьем кладбище
- Бюст на здании
Главпочтамта в Волгограде
- Мемориальная доска на стене дома в Екатеринбурге, где Левитан работал в годы войны

## В кинематографе
- В фильме «Время первых» (2017) роль Юрия Левитана исполнил Авангард Леонтьев.
- В производстве находится сериал «Говорит Москва», в котором роль Юрия Левитана исполнит Константин Хабенский.

## Образцы выступлений
| Сообщение советского радио о нападении Германии на СССР Помощь по воспроизведению файла | Акт о военной капитуляции 8 мая 1945 Помощь по воспроизведению файла | Приказ Верховного Главного Командования от 8 мая 1945 Помощь по воспроизведению файла |
| Образцы записей Юрия Левитана, записанные на студии в послевоенное время.               |                                                                      |                                                                                       |

Существующие записи о начале Великой Отечественной войны и последующие сообщения Совинформбюро не являются аутентичными, так как в годы войны они не сохранялись, а впоследствии были специально повторены Ю. Левитаном и записаны на магнитофонную ленту в 1950-е годы (по другим данным, в 1967 году) — для истории.